# Santa Rosa de Cuzubamba
Santa Rosa de Cuzubamba es una localidad y una Parroquia rural ("parroquia rural") en el Cantón Cayambe de la Ecuatoriana Provincia de Pichincha  . La Parroquia Santa Rosa de Cuzubamba tiene una superficie de 29,07 km². La población era 4147 en 2010.

## Ubicación
La Parroquia Santa Rosa de Cuzubamba está ubicada en los Andes, al norte de la provincia de Pichincha. A lo largo del límite administrativo norteño, el Río Pisque, un afluente derecho del Río Guayllabamba, fluye hacia el oeste. La capital de aproximadamente  altura se encuentra a 17,5 km al suroeste de la capital del cantón Cayambe. La E35 carretera troncal (Latacunga–Ibarra) atraviesa el área administrativa. En "La Y Santa Rosa de Cuzubamba" la E283 se bifurca hacia el oeste. Esto conduce a Guayllabamba, donde se encuentra con la E28B, que continúa vía Calderón hacia el norte de la capital  Quito conduce.
La Parroquia Santa Rosa de Cuzubamba limita al este con las Parroquias Otón y Cangahua, al sur con la Parroquia Ascázubi, al suroeste con la Parroquia Guayllabamba (Cantón de Quito ) y al norte a la Parroquia Tocachi (Cantón Pedro Moncayo).

## Historia
La Parroquia Santa Rosa de Cuzubamba fue fundada el 6 de diciembre de 1944.

## Reverencias
- https://gadsantarosadecuzubamba.gob.ec/ – GADPR Santa Rosa de Cuzubamba
- Estadísticas de población en www.citypopulation.de

- Datos: Q13189893